# Kendra Wecker
Kendra Renee Wecker (Marysville, 16 dicembre 1982) è un'ex cestista statunitense, professionista nella WNBA.

## Carriera
È stata selezionata dalle San Antonio Silver Stars al primo giro del Draft WNBA 2005 (4ª scelta assoluta).